# NGC 7566
NGC 7566 (również PGC 70901) – galaktyka spiralna (Sa), znajdująca się w gwiazdozbiorze Ryb. Odkrył ją William Herschel 20 września 1784 roku. Należy do galaktyk Seyferta typu 2.